# Damphreux-Lugnez
Damphreux-Lugnez est une commune suisse du canton du Jura, située dans le district de Porrentruy.
La commune est créée le 1er janvier 2023, de la fusion des deux anciennes communes de Damphreux et de Lugnez.